# (38013) 1998 KY54
1998 KY54 (asteroide 38013) é um asteroide da cintura principal. Possui uma excentricidade de 0.10806570 e uma inclinação de 19.24031º.
Este asteroide foi descoberto no dia 23 de maio de 1998 por LINEAR em Socorro.